# 1964 год в истории железнодорожного транспорта
1964 год в истории железнодорожного транспорта

## События
- 6 апреля — на Аляске на железной дороге Alaska Railroad между Фэрбанксом и Анкориджем возобновлено движение поездов, прерванное землетрясением 27 марта того же года.
- 1 октября — на Japan Railways между Осакой и Токио на линии Синкансэн начата эксплуатация поездов Shinkansen серии 0.
- Днепропетровский электровозостроительный завод прекратил выпуск маневровых электровозов серии ВЛ41.
- На территории Свазиленда проложена первая железная дорога.[1]
- В Японии построена линия Токио — Хонеда протяжённостью 15 километров для высокоскоростного движения.[1]
- Создана Ассоциация латиноамериканских железных дорог.

## Новый подвижной состав
- Венгерский MAVAG начал выпуск дизель-поездов Д1. Выпуск продолжался до конца 1980-х годов. По состоянию на 2008 год дизель-поезда Д1 эксплуатируются на многих железных дорогах России.
- В китайском городе Датун возобновлён выпуск паровоза QJ.
- В Чехословакии на заводе ЧКД освоен выпуск тепловозов серии 751.